# Benjamin Mwila
Benjamin Yoram Mwila (* 17. September 1943; † 17. August 2013 in Südafrika) war ein Politiker in Sambia.
Benjamin Mwila war ein Onkel des früheren sambischen Präsidenten Frederick Chiluba. Seine politisch bedeutendste Zeit war daher auch mit dessen Regierungszeit verbunden. Er war verantwortlich für die Finanzen der Investment Holdings, die Anteile von 40 Aktiengesellschaften hielt. 1968 bis 1969 war er Sekretär der INDECO. Mwila, auch Grand Master genannt, war Verteidigungsminister unter Präsident Frederick Chiluba 1991 bis 1997. In dieser Zeit saß er auch als Abgeordneter von Luanshya für das Movement for Multiparty Democracy in der Nationalversammlung Sambias.
Am 3. März 1999 wurde ihm und dem sambischen Vizepräsidenten Christon Tembo von Angola vor den Vereinten Nationen rückblickend die Unterstützung der UNITA mit Waffen durch den Zambia Intelligence and Security Services (ZISS) vorgeworfen. Zudem könne die UNITA in Sambia direkt an der Grenze tanken, wofür Außenminister Keli Walubita verantwortlich sei. Auch die Ermordung des sambischen Finanzministers Ronald Penza stehe in diesem Kontext von Waffenhandel und Drogenschmuggel. Zambesi Lodge sei nicht nur das Zentrum des Diamantenhandels, sondern dort sei auch die Landebahn für den Waffennachschub ausgebaut worden.
Mwila wurde 2001 aus dem MMD ausgeschlossen, nachdem er erklärt hatte, bei den Wahlen in Sambia 2001 als Präsidentschaftskandidat anzutreten. Er trat für die Zambia Republic Party an und erzielte 4,92 Prozent der Stimmen. Für die Wahlen in Sambia 2006 vereinte er sich mit der Wahlallianz National Democratic Focus (NDF), dessen Vorsitzender er war.